# Синё-Бырдо
Синё-Бырдо (болг. Синьо бърдо) — село в Болгарии. Находится в Врачанской области, входит в общину Роман. Население составляет 491 человек.

## Политическая ситуация
В местном кметстве Синё-Бырдо, в состав которого входит Синё-Бырдо, должность кмета (старосты) исполняет Цветан Василев Йотов (Земледельческий народный союз (ЗНС)) по результатам выборов правления кметства.
Кмет (мэр) общины Роман — Красимир Петков Петков (независимый) по результатам выборов в правление общины.